# Carla Accardi
Carla Accardi, all'anagrafe Carolina Accardi (Trapani, 9 ottobre 1924 – Roma, 23 febbraio 2014), è stata una pittrice italiana, che con la sua pittura ha contribuito dal 1947 all'affermazione dell'astrattismo in Italia. Esponente del neo-femminismo italiano, è stata tra le fondatrici delle edizioni di Rivolta Femminile nei primi anni settanta.

## Biografia
Artista tra le più originali dell'arte del secondo dopoguerra italiano, era cugina della scrittrice Evi Zamperini Pucci e di Elda Pucci, nonché cognata di Nicola Badalucco, marito della sorella Anna. Dopo aver conseguito la maturità classica al Liceo Ximenes di Trapani, si trasferì a Palermo per gli studi all'Accademia di Belle Arti, conclusi nel 1947. Spostatasi a Roma, frequentò l'Osteria Fratelli Menghi, noto punto di ritrovo per pittori, registi, sceneggiatori, scrittori e poeti tra gli anni '40 e '70. 

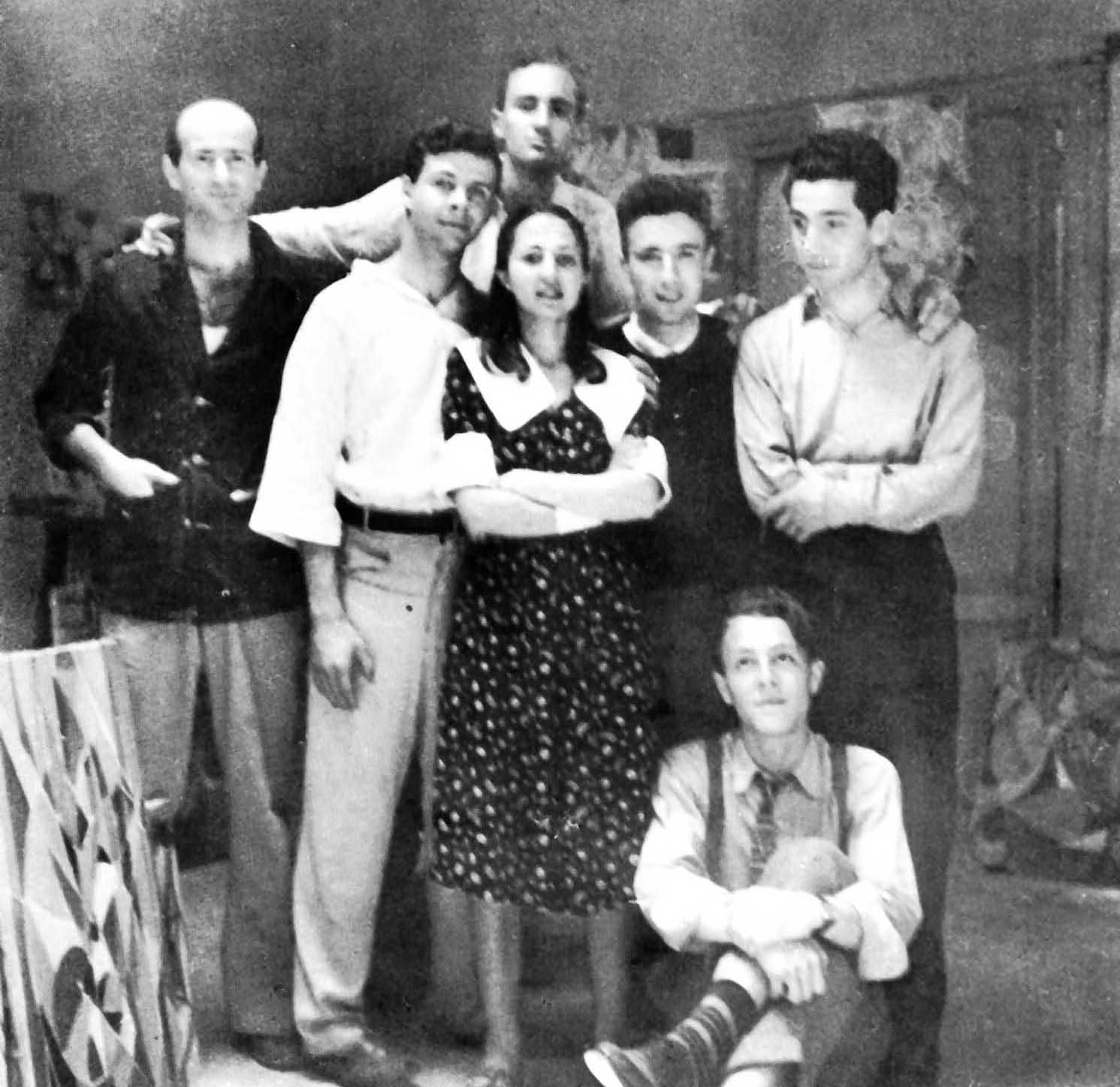
Carla Accardi e il Gruppo Forma 1: Pietro Consagra, Mino Guerrini, Ugo Attardi, Carla Accardi, Achille Perilli, Antonio Sanfilippo (marito di Carla), Giulio Turcato, e Piero Dorazio (seduto)

Nel 1947 con Attardi, Consagra, Dorazio, Guerrini, Concetto Maugeri, Perilli, Sanfilippo, sposato nel 1949, e Turcato, fondò il Gruppo Forma 1 di ispirazione formalista e marxista.
Fino al 1949 espose alle mostre del gruppo, nel 1950 tenne la sua prima mostra personale alla Libreria Age d'Or di Roma. L'anno successivo frequentò la Libreria Salto di Milano, luogo di ritrovo degli artisti del MAC. A Parigi conobbe il pittore Alberto Magnelli. Nel 1954 iniziò ad affrontare problematiche di riduzione cromatica e segnica documentate dalla personale del 1955 alla Galleria San Marco di Roma. Nello stesso anno partecipò, invitata da Michel Tapié, alla rassegna internazionale Individualità d'oggi (Galleria Spazio, Roma; Galerie Rive Droite, Parigi).
La ricerca di Carla Accardi procede nella direzione dell'automatismo segnico fino all'inizio degli anni Sessanta. Nel 1965 l'artista abbandonò le tempere a favore di vernici colorate e fluorescenti da applicare su supporti plastici trasparenti, uscendo dalla dimensione del quadro e coinvolgendo lo spazio, con un atteggiamento che sarà importante per gli artisti dell'Arte povera. Negli anni Settanta tornò agli schemi geometrici reiterati su grandi tele chiamate Lenzuoli che saranno presentati alla Galleria Editalia di Roma nel 1974. Le esperienze degli anni Settanta continueranno ad essere approfondite in una serie di installazioni fino al recupero di una dimensione più tradizionale negli anni Ottanta.
Fece parte del femminismo in Italia, insieme a Elvira Banotti e Carla Lonzi costituendo il gruppo "Rivolta Femminile". Il manifesto "Rivolta Femminile" fu redatto nella casa di Elvira Banotti a Trastevere. Nel 1996 fu nominata membro dell'Accademia di Brera e nel 1997 fu membro della Commissione per la Biennale di Venezia nel ruolo di consigliere.
Nel 1998 la sua città, Trapani, le dedicò una retrospettiva Carla Accardi: opere 1947-1997, nella Chiesa della Badia Grande.
La mattina del 23 febbraio 2014 Carla Accardi accusò un improvviso malore e venne trasportata d'urgenza all'ospedale Santo Spirito di Roma. Le sue condizioni apparvero subito critiche; l'artista morì poco dopo aver raggiunto il pronto soccorso.
I funerali di Carla Accardi si tennero il 28 febbraio 2014, presso la sala del Carroccio in Campidoglio. Alle esequie, in prima fila, il Sindaco di Trapani, Vito Damiano, che volle portare il saluto dell'intera città natale.
Nel 2024, dal 6 marzo al 9 giugno, il  Palazzo delle Esposizioni di Roma ha dedicato una ampia e importante retrospettiva a Carla Accardi, in occasione del centenario dalla nascita.

## Le opere nei Musei e Collezioni
- Tate Britain di Londra[5]
- Museum of Modern Art di New York[6]
- Centro Georges Pompidou di Parigi[7]
- Galleria Nazionale d'Arte Moderna di Roma[8]
- MAMbo di Bologna[9]
- Museo di arte contemporanea (Roma) MACRO di Roma[10]
- Museo regionale d'arte moderna e contemporanea di Palermo [11]
- Museum di Bagheria[12]
- MUSMA di Matera.[13]
- Museo d'Arte Contemporanea "Sen. Ludovico Corrao" di Gibellina[14]
- Galleria civica d'arte moderna e contemporanea di Torino[15]
- Museo del Novecento di Milano.[16]
- Galleria civica di Modena[17]
- Museo Carandente, Palazzo Collicola - Arti visive di Spoleto[18]
- Museo d'arte contemporanea del castello di Rivoli[19]
- Fondazione Prada - Milano.[20]
- MAP Museo Arte Plastica di Castiglione Olona[21]
- Museo Novecento di Firenze[22]
- Collezione Roberto Casamonti, Firenze
- Galleria «La Salerniana» di Erice[23]
- Pinacoteca Nunzio Sciavarrello del Reale Collegio Capizzi di Bronte.[24]
- Museo DAMA (Daphne Museum Art) di Caserta, Italia

## Mostre

### Collettive
È presente alla Biennale di Venezia nel 1964 e nel 1988 con una sala personale, e nel 1995 partecipa alla mostra The Italian Metamorphosis al Guggenheim Museum di New York. Nel 1998 la sua città natale le ha dedicato una mostra antologica, "Carla Accardi: Opere 1947 - 1997", a cura di Claudio Cerritelli e promossa dall'Associazione Officina. Ha collaborato, inoltre, con la nipote Vita Accardi, attrice e regista di teatro, per una performance, recentemente allestita al Museo Carlo Bilotti

### Personali
- 2024 Carla Accardi. Opera Aperta.     Galleria Massimo De Carlo, Londra

- 2024 Carla Accardi. Alfabeti Segreti.    Galleria Lombardi, Roma
- 2024 Carla Accardi. Palazzo delle Esposizioni, Roma.

- 2013 "Carla Accardi". Accordi - Accardi. Galleria Valentina Bonomo, Roma
- 2011 Carla Accardi. Spazio Ritmo Colore. Museo Carlo Bilotti, Aranciera di Villa Borghese, Roma. A cura di Pier Paolo Pancotto

Carla Accardi Segno e trasparenze. Fondazione Pugliesi Cosentino, Catania. A cura di Luca Massimo Barbero
- 2010 Carla Accardi. Haunch of Venisson, New York. A cura di Azachiara Zevi
- Carla Accardi. Pasos de pasaje. MEC Museo Emilio Caraffa, Córdoba. A cura di Donatella Cannova con RAM radioartemobile
- Carla Accardi: Nuovi Dipinti e Superficie in Ceramica (con elaborazione sonora di Gianna Nannini e poesie di Gian Ruggero Manzoni). Centro Cultural Recoleta, Buenos Aires. Testo di Achille Bonito Oliva, a cura di RAM radioartemobile
- 2009 Nuovi Dipinti e Superficie in ceramica (con elaborazione sonora di Gianna Nannini e poesie di Gian Ruggero Manzoni). Sala Luis Quesada Garland, Lima. Testo di Achille Bonito Oliva, a cura di RAM radioartemobile
- 2008 Carla Accardi ‘Superficie in ceramica’. Gianna Nannini elaborazione sonora ‘Passi di Passaggio’. Auditorium Parco della Musica, Roma. Testo di Achille Bonito Oliva, a cura di RAM radioartemobile
- 2007 Carla Accardi. Galerie Greta Meert, Bruxelles
- Carla Accardi ‘Superficie in ceramica’. Gianna Nannini elaborazione sonora ‘Passi di Passaggio’.Bunkerart, Milano. A cura di RAM radioartemobile
- 2006 Camere II: con Getulio Alviani e Lawrence Weiner a RAM radioartemobile, Roma
- 2005 Carla Accardi. Gallery Sperone Westwater, New York
- 2004 MACRO Museo d'Arte Contemporanea di Roma
- 2002 Musée d'Art Moderne de la Ville de Paris, Parigi
- 2001 Triplice tenda, P.S.1 Contemporary Art Center, New York
- 1998 Carla Accardi: opere 1947-1997, Trapani, Chiesa della Badia Grande e Laboratori Officina
- 1998 Carla Accardi. Triplice tenda. Installazione per i bambini, Castello di Rivoli, Rivoli (To)
- 1997 Atelier del Bosco di Villa Medici, Accademia di Francia, Roma
- 1996 Galleria Santo Ficara, Firenze

Stadtische Galerie Wolfsburg, Istituto Italiano di Cultura, Wolfsburg (DE)
- 1995 Ludwigshafen Kunstverein, Ludwigshafen am Rhein (DE)
- 1994 Carla Accardi. Ambiente Arancio, Zerynthia Associazione per l'Arte Contemporanea, Roma

Castello di Rivoli, Rivoli (To)
- 1992 Frankfurter Westend Galerie, Francoforte
- 1991 Imprevisto, Castello di Volpaia, Radda in Chianti (Si)
- 1990 Carla Accardi. Grandi dipinti 1965-1990, Museo Civico, Case di Stefano, Gibellina (Tp)
- 1989 Salvatore Ala Gallery, New York

Galleria Civica, Palazzina dei Giardini Pubblici, Modena.
Galleria Pieroni, Roma
- 1988 XLIII Esposizione Internazionale d'Arte Biennale di Venezia, Venezia (sala personale)
- 1983 Galleria Massimo Minini, Brescia

Carla Accardi - Alighiero Boetti, Padiglione d'Arte Contemporanea, Milano.
Pinacoteca Comunale Loggetta Lombardesca, Ravenna
- 1977 Galleria Menzio-Pron, Torino
- 1976 Carla Accardi. Origine, Cooperativa di via Beato Angelico, Roma
- 1974 Galleria Notizie, Torino

Accardi. Sette lenzuoli, Galleria Editalia/Qui Arte Contemporanea, Roma
- 1972 Galleria Christian Stein, Torino
- 1971 Galleria La Salita, Roma

Carla Accardi. Le tre tende, Galleria Editalia/Qui Arte Contemporanea, Roma
- 1965 Accardi 1955-1964, Galerie Stadler, Parigi
- 1964 Galleria Notizie, Torino

XXXII Esposizione Internazionale d'Arte Biennale di Venezia, Venezia (sala personale).
Galleria La Salita, Roma
- 1960 Dipinti di Carla Accardi, Galleria Notizie, Torino
- 1959 Accardi. Opere recenti, Galleria La Salita, Roma

Dipinti e tempere di Carla Accardi, Galleria Notizie, Torino
- 1958 Galerie L'Entracte, Losanna
- 1956 Peintures de Accardi. Sculptures de Delahaye, Galerie Stadler, Parigi
- 1952 Carla Accardi - Antonio Sanfilippo, Galleria Il Cavallino, Venezia

Galleria Il Pincio, Roma.
Galleria d'Arte Contemporanea, Firenze
- 1950 Carla Accardi. 15 Tempere, Galleria Age d'Or, Roma